# Безалкогольные напитки
Безалкогольный напиток — напиток, не содержащий алкоголя. Безалкогольные напитки зачастую газируются и обычно потребляются холодными. Наиболее часто употребляемые безалкогольные напитки — это чай, кофе, соки и нектары, освежающие напитки (в т.ч. газированная вода, лимонад).
Квас также считается безалкогольным напитком, хотя и может содержать до 1,2 % спирта.

## Безалкогольные варианты алкогольных напитков
Существуют безалкогольные варианты ряда напитков, традиционно содержащих алкоголь, например, безалкогольное пиво и вино. (Иногда к безалкогольным относят напитки, содержащие незначительное количество алкоголя, обычно менее 0,5 об.%.)
В частности, в ряде стран перед праздниками часто продвигаются безалкогольные игристые вина среди подростков и молодёжи. По отдельным мнениям существование подобной продукции и её продвижение может приводить к закреплению привычек и переходу на алкогольную продукцию.

## Влияние напитков из магазина на здоровье

### Ожирение
Одно из исследований показывает, что современные безалкогольные напитки из магазина могут быть причиной удвоения ожирения у детей в Соединённых Штатах за последние 15 лет.

С 1991 по 1995 год мальчики-подростки в США в среднем увеличили потребление покупных безалкогольных напитков с 345 мл до 570 мл. Большинство безалкогольных напитков подслащены сахаром или кукурузным сиропом с высоким содержанием фруктозы, а не искусственными подсластителями. Доктор Дэвид Людвиг из Бостонской детской больницы показал, что школьники, ежедневно употребляющие не менее восьми унций (240 мл) или больше регулярно подслащённых напитков, потребляют на 835 килокалорий (3500 килоджоулей) больше, чем те, кто избегает безалкогольных напитков. Другими словами, дети, которые пьют безалкогольные напитки с добавлением сахара, как правило, едят гораздо больше пищи, чем те, кто избегает безалкогольных напитков. Либо тем, кто употребляет напитки с сахаром, не хватает такой же сдержанности в еде, либо напитки с сахаром вызывают повышение уровня инсулина, что делает подростков более голодными, заставляя их есть больше. Безалкогольные напитки (включая диетические безалкогольные напитки) также обычно употребляются с другими высококалорийными продуктами, такими как фаст-фуд. Таким образом, дети, регулярно употребляющие безалкогольные напитки, в среднем становятся толще, а также более склонны к развитию диабета в более позднем возрасте.
Этот вывод является спорным, поскольку дети в большинстве стран Третьего мира также потребляют большое количество безалкогольных напитков с ещё большим количеством сахара и не имеют такого же уровня ожирения, как американские дети, что указывает на то, что помимо потребления сахара в безалкогольных напитках задействованы и другие факторы. Предлагаемые факторы включают физическую активность и тот факт, что американские безалкогольные напитки подслащены кукурузным сиропом с высоким содержанием фруктозы вместо тростникового сахара.
В марте 2006 года Педиатрия опубликовала статью «Влияние снижения потребления подслащённых напитков на массу тела у подростков: рандомизированное контролируемое пилотное исследование». Согласно этому исследованию, сокращение потребления подслащённых напитков помогло снизить индекс массы тела у самых тяжёлых подростков. Сообщалось, что употребление одной банки сладких напитков объёмом 330 мл в день приводит к увеличению веса более чем на один фунт в месяц. Ни одно из приведённых исследований не связывало ожирение с потреблением газированных напитков на искусственных подсластителях.

### Полость рта
Большое количество безалкогольных напитков являются кислыми, а некоторые могут иметь рН 3,0 или даже ниже. Употребление кислых напитков в течение длительного периода времени могут привести к разрушению зубной эмали. Пить через соломинку часто советуют, так как напиток затем проглатывается в задней части рта и не соприкасается с зубами. Также было высказано предположение, что следует избегать чистки зубов сразу после употребления безалкогольных напитков, так как это может привести к дополнительной эрозии зубов из-за присутствия кислоты.

### Костная ткань
Существует теория, что ортофосфорная кислота, содержащаяся в некоторых безалкогольных напитках (коле), вытесняет кальций из костей, снижая плотность костей скелета и приводя к таким заболеваниям, как остеопороз и очень слабые кости. Однако исследования метаболизма кальция, проведённые ведущим экспертом по кальцию и костям доктором Робертом Хини, показали, что чистое влияние газированных безалкогольных напитков (включая колу, в которых в качестве подкислителя используется ортофосфорная кислота) на удержание кальция было незначительным. Он пришёл к выводу, что, вероятно, известность колы в наблюдательных исследованиях обусловлена её известностью на рынке, и что реальная проблема заключается в том, что люди, которые пьют много безалкогольных напитков, также, как правило, придерживаются общей диеты с низким содержанием кальция.